# Corry Konings
Cornelia Helena Konings, detta Corry (Breda, 8 settembre 1951), è una cantante olandese, definita la "regina" del genere levenslied.
Professionalmente in attività a partire dalla fine degli anni sessanta (inizialmente come componente del gruppo Corry en de Rekels e poi come solista dal 1972), ha al proprio circa una trentina di album.
Nel corso della propria carriera, ha collaborato con artisti quali Koos Alberts, Frans Bauer, André van Duin, Willem Duyn, Peter Koelewijn, ecc. Tra i suoi brani di maggiore successo, figurano Huilen is voor jou te laat, Ik krijg een heel apart gevoel van binnen e Mooi was die tijd.

## Biografia

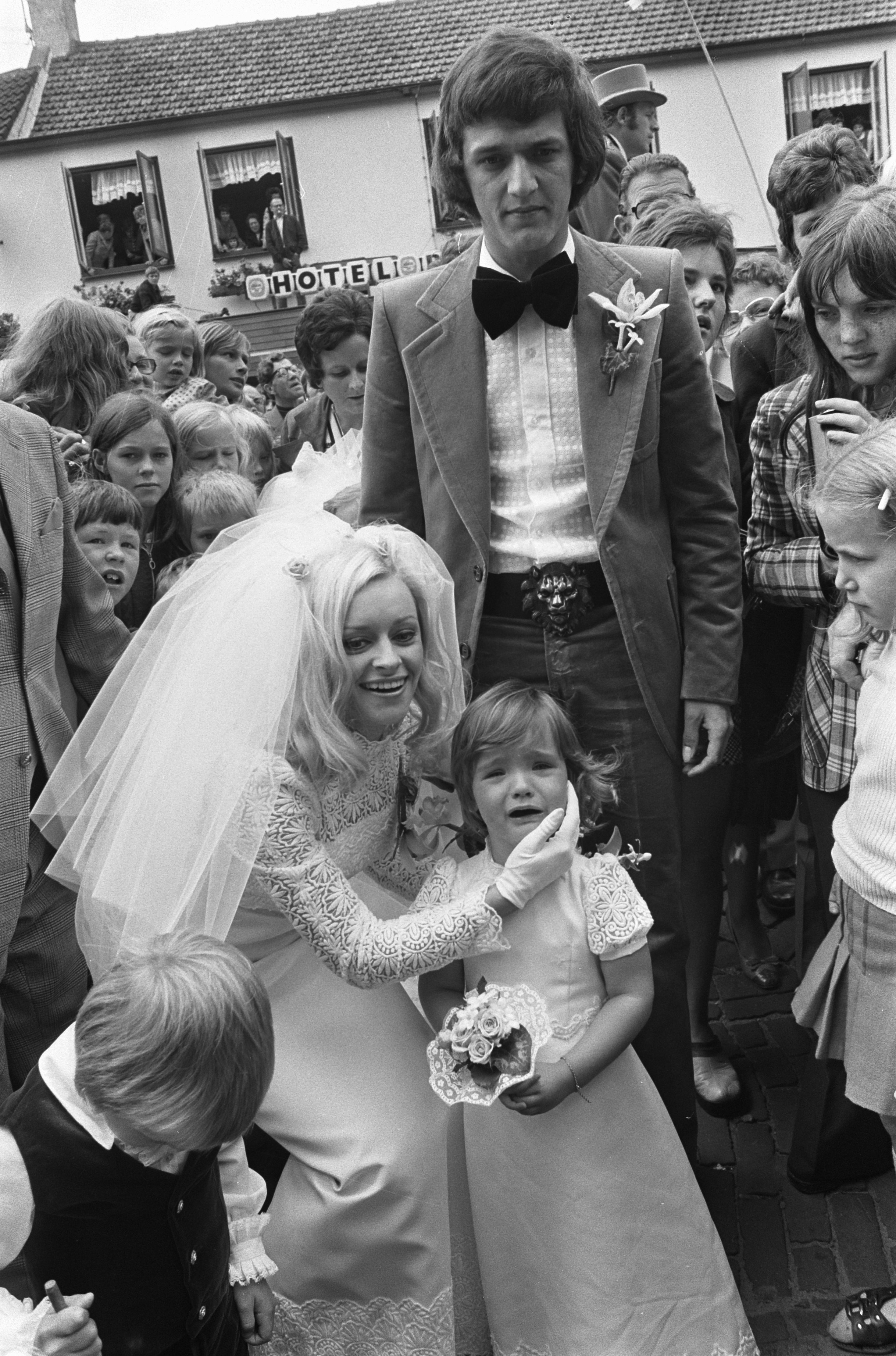
Il matrimonio di Corry Konings con Piet Roelen a Chaam nel 1973

Cornelia Helena "Corry" Konings nasce a Breda l'8 settembre 1951 e cresce a Sint Willebrord.
Inizia a dedicarsi alla musica all'età di 12 anni, prendendo lezioni di chitarra. In seguito, da adolescente, inizia a lavorare come parrucchiera e contemporaneamente si esibisce con il proprio gruppo musicale, The Mooks: durante uno di questi concerti, all'età di quindici-sedici anni viene scoperta dal discografico Ries Browers, che la presenta al musicista Pierre Kartner (noto con il nome d'arte di Vader Abraham), il quale le propone di unirsi al gruppo De Rekels, che era alla ricerca di un cantante.
Assieme al gruppo De Rekels, incide nel 1970 due album, Corry en de Rekels e Corry en de Rekels 2, entrambi certificati dischi d'oro e di platino, e un album nel 1971, Corry en de Rekels 3 e le hit Huilen is voor jou te laat, che raggiunge il primo posto delle classifiche, e Zonder het te weten.
Nell'aprile del 1972 Corry Konings abbandona il gruppo De Rekels (che la sostituiscono con il cantante Henny Bakkum, divenendo così Henny en de Rekels) per intraprendere la carriera da solista. Il suo debutto in pubblico come solista avviene il 1º luglio 1972 al "Lido" di Waalwijk.
Nel 1974 pubblica con il nome d'arte di Corry (che utilizzerà fino al 1985) il suo primo album da solista, dal titolo eponimo. Sempre nello stesso anno, esce anche l'album Jij weet toch wel wat liefde is.
Nel 1986 incide assieme ad altri cantanti quali Koos Alberts, De Havenzangers e Ronnie Tober il disco Corry met en voor vrienden. L'anno seguente incide un album con Koos Alberts, intitolato Corry & Koos.
Nel 1990 incide il singolo Mooi was die tijde, che rappresenta il suo singolo di maggiore successo da solista. Quattro anni dopo celebra i propri 25 anni di carriera con un concerto che si tiene al centro congressi De Ahoy di Rotterdam.
Tra il 2000 e il 2002 collabora con il cantante Johan Heuser, con cui incide i duetti De zon e Vroeger is voorgoed voorbij. Nel frattempo, nel 2001, incide a scopo benefico insieme ad altri cantanti un disco a favore dei contadini olandesi colpiti economicamente dalla moria di bestiame dovuta all'epidemia di afta epizootica di quell'anno.
Nel 2004, in occasione dei suoi 35 anni di carriera, Corry Konings organizza una reunion con gli ex-componenti del gruppo De Rekels, Jos van Zundert, André de Jong,  Rob Kraak e Jacques Wagtmans.
Nel 2006, partecipa al programma televisivo Sterren dansen op het ijs. Sempre nello stesso anno, si trasferisce assieme al compagno e al figlio in Spagna.
Il 19 luglio 2009 festeggia i quarant'anni di carriera con un concerto nella propria città natale, che si tiene nella piazza Chasséveld. Nel 2011, incide per la colonna sonora del film commedia, diretto da Steffen Haars e Flip van der Kuil, New Kids Nitro, il brano Hoeren neuken nooit meer werken.
Nel 2019 si esibisce in un duetto con il rapper Brownie Dutch in occasione del programma, legato alla lotteria statale, Corry Koningsdag.

## Discografia

### Album

#### Con De Rekels
- 1970 – Corry en de Rekels
- 1970 – Corry en de Rekels 2
- 1971 – Corry en de Rekels 3

#### Da solista
- 1974 – Corry
- 1974 – Jij weet toch wel wat liefde is
- 1976 – Corry
- 1977 – Gewoon zoals ik ben
- 1980 – Bloemen voor Corry
- 1982 – Adiós amor
- 1986 – Met en voor vrienden
- 1987 – Corry & Koos (con Koos Alberts)
- 1988 – Voor jou alleen
- 1990 – Leven en laten leven
- 1991 – De allergrootste successen van Corry Konings
- 1993 – Morgen komt alles goed
- 1994 – 25 Jaar - Mooi was die tijd
- 1995 – 25 Jaar - Live in Ahoy
- 1996 – Achter de horizon
- 1999 – Frans Bauer & Corry Konings (con Frans Bauer)
- 1999 – Onvergetelijk
- 2004 – Na 35 jaar
- 2011 – Lachend door het leven
- 2013 – Met hart en ziel deel 1
- 2014 – Met hart en ziel deel 2

## Programmi televisivi
- 2006 – Sterren dansen op het ijs
- 2019 – Corry Koningsdag